# Liste von Personen, die vom Islam zum Christentum konvertiert sind
Dies ist eine Liste von Personen, die vom Islam zum Christentum konvertiert sind.

## 1. bis 19. Jahrhundert

### A
- Abo von Tiflis – christlicher Märtyrer und Schutzpatron der georgischen Hauptstadt Tiflis[1][2]
- Africanus, Leo – Diplomat und Rechtsgelehrter
- Aurelius und Natalia - christliches Märtyrer-Liebespaar aus Cordoba im 9. Jahrhundert n. Chr.

### B
- Bekbulatowitsch, Simeon – Khan von Kassimow und Großfürst von Russland

### C
- Constantin von Afrika – medizinischer Forscher, Fachautor und Übersetzer

### E
- Estevanico – der erste Afrikaner, der den amerikanischen Erdteil betrat

### G
- Georg von Ungarn – siebenbürgischer Dominikaner und Buchautor

### H
- Hafsūn, Umar ibn – Führer eines Aufstands in Al-Andalus

### K
- Kasembek, Alexander Kassimowitsch – aserbaidschanisch-russischer Orientalist und Hochschullehrer

### M
- Mahomed, Dean – indischer Reisender, Therapeut und Unternehmer, welcher das Wort „Shampoo“ in England einführte und der erste Inder, der ein Buch auf Englisch verfasste
- Melaka, Enrique – Leibeigener, Diener und Dolmetscher von Ferdinand Magellan

### N
- Njoya – König von Bamum im heutigen Kamerun

## Seit dem 20. Jahrhundert

### A
- Magdi Allam (getauft als Magdi Cristiano Allam) – Anti-islamischer Aktivist in Italien[3]
- Matthew Ashimolowo – in Nigeria geborener englischer Pastor und Evangelist[4]
- Asmirandah – indonesische Schauspielerin holländischer Herkunft, trat zum Luthertum im Dezember 2013 über. Sie führt den Übertritt zu einem dreimal erschienenen Traum von Jesus zurück.[5][6][7][8]
- Johannes Avetaranian – geboren als Mohammed Shukri Efendi, christlicher Missionar türkischer Abkunft[9]

### B

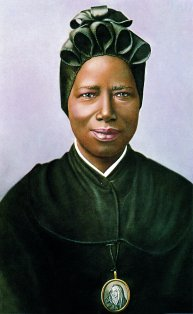
Josefine Bakhita, Katholische Heilige aus Darfur, Sudan

- Parveen Babi – ehemalige indische Schauspielerin und Kleidermodel, geboren in Junagadh, Gujarat in eine muslimische Sippe,[10] trat später im Leben zum Christentum über [11]
- Josefine Bakhita – katholische Heilige aus Darfur, Sudan. Sie wurde gezwungen, zum Islam überzutreten[12][13] Am 9. Januar 1890 wurde Bakhita, nun zurück in Freiheit, erneut getauft auf den Christennamen Josephine Margaret und Fortunata
- Sarah Balabagan – philippinischer Insasse in den Vereinigten Arabischen Emiraten, 1994–96[14]

### C

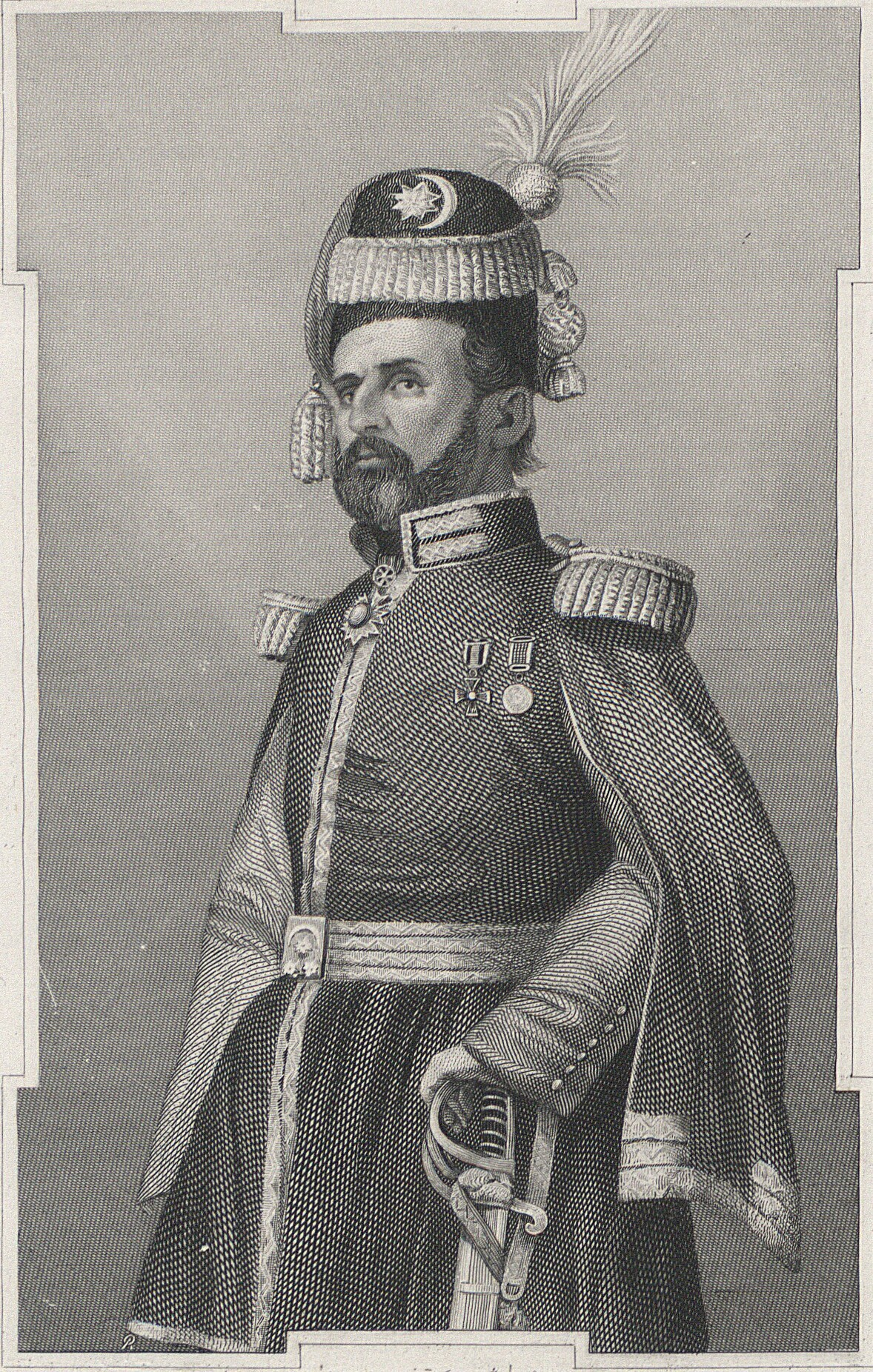
Michał Czajkowski, ein polnischer Kosake, Schriftsteller und politischer Flüchtling

- Moussa Dadis Camara – ehemaliger Offizier der Guineischen Armee, welcher später Präsident der Republik Guinea wurde[15][16][17]
- Rianti Cartwright – indonesische Schauspielerin, Model und Fernsehvortrager; zwei Wochen vor ihrem Abflug zwecks ihrer Hochzeit in die Vereinigten Staaten, verließ sie den Islam und wurde auf den Christennamen Sophia Rianti Rhiannon Cartwright getauft[18][19]
- Chamillionaire (Geburtsname: Hakeem Seriki) – US-amerikanischer Rapper, wurde als Moslem geboren, aber trat später zum Christentum über[20][21]
- Djibril Cissé – französischer Fußballer[22][23]

### D
- Justinus Darmojuwono – erster indonesischer Kardinal der katholischen Kirche, diente als Erzbischof von Semarang von 1963 bis 1981; trat zum Christentum im Jahre 1932 über und wurde 1967 Kardinal [24]
- Nonie Darwish – ägyptisch-amerikanischer Schriftsteller, Menschenrechtler, Islamkritiker, Gründer der „Araber für Israel“, Leiter der „Vereinigung Ehemaliger Muslime“
- Hassan Dehqani-Tafti – erster ethnischer Perser, welcher christlicher Bischof in Persien seit dem 7. Jahrhundert wurde[25]

### E

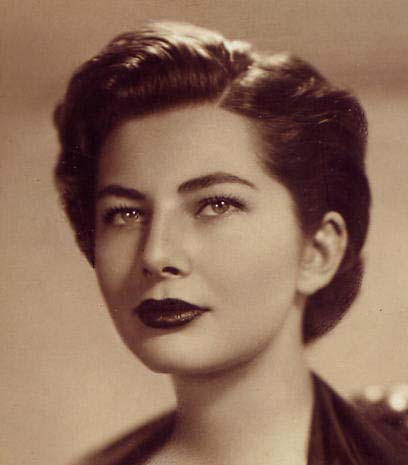
Soraya Esfandiary Bakhtiary

- Bahaa el-Din Ahmed Hussein El-Akkad – ehemaliger ägyptischer Scheich, welchem das Zwiegespräch mit einem Christen zu einer ausführlichen Untersuchung der Religionen veranlasste, nach der er 2005 zum Christentum übertrat[26]
- Mohammed Elewonibi – nigerianisch-kanadischer Fußballer[27]
- Soraya Esfandiary Bakhtiary – zweite Ehegattin von Mohammad Reza Pahlavi, dem letzten Schah von Persien; trat zum Katholizismus über[28]

### F
- Joseph Fadelle (Geburtsname: Mohammed al-Sayyid al-Moussawi) – Moslem, welcher zum Katholizismus übertrat und 1964 im Irak in eine schiitische Sippe geboren wurde[29][30][31]
- Rima Fakih – libanesisch-amerikanische Schauspielerin, Model, Berufswrestler und Schönheitskönigin; Miss USA 2010; trat zum maronitischen Christentum über[32]
- Donald Fareed – Persischer Fernsehprediger und Minister [33]

### G
- Mark A. Gabriel – ägyptischer islamischer Gelehrter und Schriftsteller [34]
- David Gartenstein-Ross – Terrorismusfachmann und Anwalt (vom Judentum zum Islam zum Christentum)[35][36]
- Kiki Fatmala – indonesische Schauspielerin arabischer Abkunft[37]

### I
- Tunch Ilkin – ehemaliger amerikanischer Footballer türkischer Abkunft [38]
- Raghib Ismail – ehemaliger amerikanischer Fußballer[39]

### J
- Sabatina James geboren 1982 in Dhedar, Pakistan; österreichische Schriftstellerin, begann ein neues Leben in Wien, änderte ihren Namen um und trat zum Katholizismus über; getauft im Jahre 2006[40]
- Esther John – geboren in eine muslimische Sippe aus Pakistan; trat zum Christentum über und wurde eine Krankenschwester in ländlichen Gegenden Nordindiens; wurde später ermordet[41]
- Mario Joseph – geboren in eine muslimische Sippe, wurde er mit unter 18 Jahren Imam, trat später zum Christentum über, wonach er gefoltert wurde und sich gezwungen sah ins Abendland zu fliehen[42]

### K
- Nemanja Kusturica serbischer Filmemacher, Verfasser und Baumeister von Küstendorf[43][44]
- Claire Koç – französischer Journalist, welcher zum Katholizismus übertrat, nachdem sie mit 6 Jahren ein Denkmal der Mutter Maria in einer Kirche gegenüberstand

### L
- Dr. Nur Luke – uyghurischer Bibelübersetzer[45]
- Yusuf Lule – Präsident von Uganda vom 13. April bis 20. Juni 1979[46]

### M
- Pinkan Mambo (Geburtsname: Pinkan Ratnasari Mambo) – Indonesische Sängerin, trat im Jahre 2010 über[47][48][49]
- Fadhma Aït Mansour – Mutter der französischen Schriftsteller Jean Amrouche und Taos Amrouche[50]
- Roy Marten (Geburtsname: Wicasksono Abdul Salam) – Indonesischer Schauspieler, dessen Sippe zum Katholizismus übertraten; er trat wiederum 1997 der indonesisch-orthodoxen Kirche bei[51][52][53]

### N
- Youcef Nadarkhani – späterer christlicher Pastor aus Persien, der für seinen Übertritt zum Tode verurteilt wurde[54]
- Diana Nasution – indonesischer Sänger, die nach der Hochzeit zum Luthertum übertrat[55][56]
- Marina Nemat – kanadischer Schriftsteller persischer Abkunft;in eine christliche Sippe geboren, trat sie dem Islam bei, um einer Hinrichtung zu entgehen; später trat sie zum Christentum zurück[57]

### O
- Malika Oufkir – marokkanischer Schriftsteller und Tochter General Mohamed Oufkirs; traten sie und ihre Geschwister vom Islam zum Katholizismus über, in ihrem Buch „Gestohlene Leben“, schreibt sie „wir lehnten den Islam ab, welcher uns nichts an Gutem gebracht hatte, und entschieden uns für den Katholizismus“[58]

### P
- Shams Pahlavi – persische Prinzessin und ältere Schwester von Reza Pahlavi, Schah von Persien[59]
- Sharena Gunawan – indonesische Schauspielerin und Model. Trat zum Christentum über nach ihrer Heirat mit dem ebenfalls indonesischem Schauspieler Ryan Delon Situmeang.[60]

### Q
- Nabeel Qureshi – ehemalige Ahmadiyya Moslemin; trat zum Luthertum über im Jahre 2005; wurde eine weltweit bekannte Mitarbeiterin der Ravi Zacharias Weltministerien[61][62]

### R
- Daud Rahbar – pakistanischer Gelehrter für Glaubensfragen, Komponist, Kurzgeschichtenverfasser, Schlagzeuger, Sänger und Gitarrist [63][64]
- Abdul Rahman – bekannt gewordener afghanischer Übergetretener, welcher der Todesstrafe durch internationalen Druck entkam[65]
- Bruder Rachid – marokkanischer Übergetretener mit eigener Sendung auf dem Al-Hayat-Sender

### S

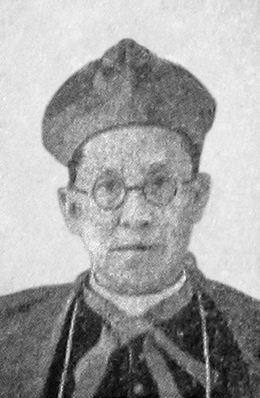
Albertus Soegijapranata, ein Landesheld Indonesiens und erster katholischer Erzbischof des Landes

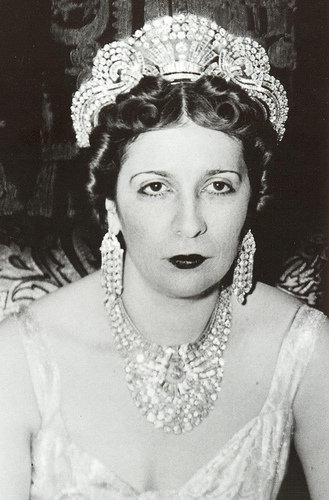
Queen Nazli Sabri von Ägypten, die vom Sunnitentum zum katholischen Glauben konvertierte

- Nazli Sabri – Ehegattin des Königs von Ägypten[66] trat zum Katholizismus im Jahre 1950 über und nahm den Christennamen Maria Elisabeth an
- Kyai Sadrach – indonesischer Glaubensbote[67][68]
- Mohammed Sanogo Pfarrer, Schriftsteller und Glaubensbote aus der Elfenbeinküste.[69]

### T

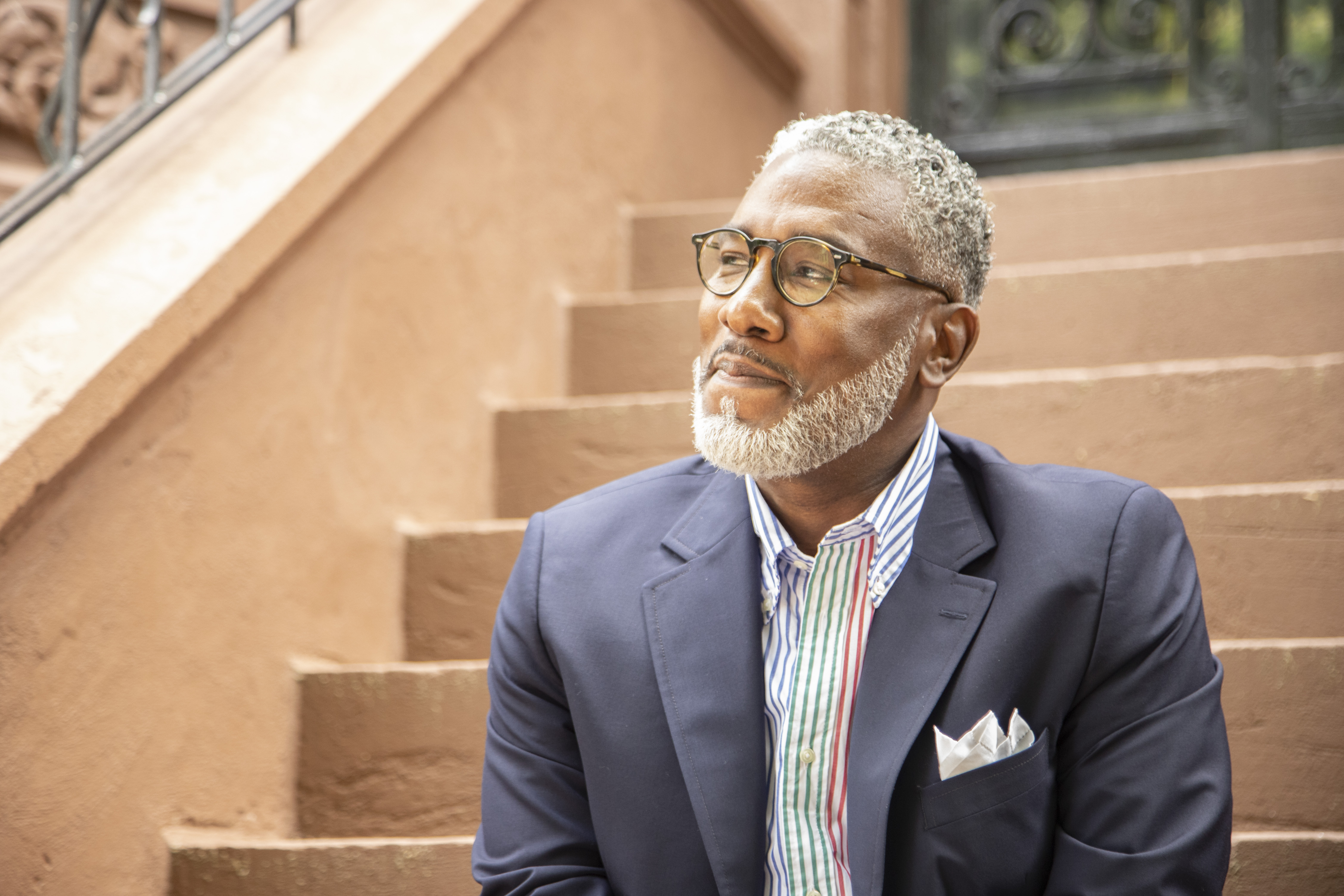
Conrad Tillard

- Hakan Taştan und Turan Topal – 2 türkische zum Christentum Übergetretene, welche vor Gericht geladen wurden, da sie „das Türkentum beleidigt hätten“[70]
- Hary Tanoesoedibjo – indonesischer Politiker und Geschäftsmann[71][72]
- Maria Temrjukowna – tscherkessische Prinzessin und zweite Ehegattin Iwans des Vierten; in eine moslemische Sippe geboren, ließ sie sich am 21. August 1561 taufen[73]

### U
- Lyasan Utiasheva – russische Sportlerin, welche zum russisch-orthodoxen Christentum übertrat[74][75][76]

### V
- Erion Veliaj – albanischer Politiker, derzeitiger Bürgermeister von Tirana. Trat zum Luthertum über, nachdem er von Glaubensboten aus den Vereinigten Staaten überzeugt wurde[77][78][79]
- Julia Wolkowa – russische Sängerin und Schauspielerin; bekannt geworden als Mitglied des Pop-Zweiergespanns t.A.T.u.[80][81][82]

### W
- George Weah – liberischer Fußballer, welcher vom Christentum zum Islam und wieder zurück zum Christentum wechselte [83]
- Munira Wilson – englisches Mitglied des Parlaments aus Twickenham. Gebürtige Moslemin, trat sie später zum Christentum über[84]
- Sigi Wimala – indonesisches Model und Schauspielerin, trat zum Christentum mit der Heirat über[85][86][87]

### Y
- Mosab Hassan Yousef – Sohn eines Hamas-Führers und ausgesprochener Islamkritiker [88]
- Nania Kurniawati Yusuf – indonesische Sängerin und Finalistin der ersten Staffel von Indonesien sucht den Superstar, 2004[89][90]
- Ramzi Yousef – Terrorist, der einer der Hauptdrahtzieher des Anschlags auf das World Trade Center 1993 war

### Z
- Saye Zerbo – Präsident der Republik Obervolta (jetzt Burkina Faso)[91]